# Liste des cathédrales de Grande-Bretagne
Cette page est une liste des cathédrales situées en Grande-Bretagne, qui regroupe l’Angleterre, le Pays de Galles et l’Écosse. Pour la quatrième nation constitutive du Royaume-Uni, l’Irlande ayant été traité comme une unité ecclésiastique, voir la liste des cathédrales d’Irlande.

## Angleterre
- Cathédrale d'Aldershot (catholique romaine)
- Cathédrale d'Arundel (catholique romaine)
- Cathédrale Saint-Philippe à Birmingham (anglicane)
- Cathédrale Saint-Chad à Birmingham (catholique romaine)
- Cathédrale orthodoxe à Birmingham (orthodoxe grecque)
- Cathédrale de la Sainte-Vierge-Marie à Blackburn (anglicane)
- Cathédrale de Bradford (anglicane)
- Cathédrale Sainte-Marie-et-Sainte-Hélène à Brentwood (catholique romaine)
- Cathédrale de Bristol (anglicane)
- Cathédrale Saints-Pierre-et-Paul de Clifton à Bristol (catholique romaine)
- Cathédrale Saint-Edmundsbury à Bury St Edmunds (anglicane)
- Cathédrale de Canterbury, la deuxième plus ancienne d'Angleterre.
- Cathédrale de Carlisle (anglicane)
- Cathédrale Sainte-Marie, Saint-Pierre-et-Saint-Cedd à Chelmsford (anglicane)
- Cathédrale de Chester (anglicane)
- Cathédrale de Chichester (anglicane)
- Cathédrale de Coventry (anglicane)
- Cathédrale de Derby (anglicane)
- Cathédrale de Durham (anglicane)
- Cathédrale de la Sainte-et-Indivisible-Trinité à Ely (anglicane)
- Cathédrale Saint-Pierre à Exeter  (anglicane)
- Cathédrale de Gloucester (anglicane)
- Cathédrale de Guildford (anglicane)
- Cathédrale de Hereford (anglicane)
- Cathédrale de Lancaster (catholique romaine)
- Cathédrale de Leeds (catholique romaine)
- Cathédrale de Leicester (anglicane)
- Cathédrale de Lichfield (anglicane)
- Cathédrale de Lincoln (anglicane)
- Cathédrale de Liverpool (anglicane)
- Cathédrale Métropolitaine du Christ-Roi à Liverpool (catholique romaine)
- Cathédrale Saint-Georges à Londres (Orthodoxe d'Antioche)
- Cathédrale Sainte-Sophie à Londres (orthodoxe grecque)
- Cathédrale de Camden Town à Londres (orthodoxe grecque)
- Cathédrale catholique ukrainienne à Londres (grecque-catholique ukrainienne)
- Cathédrale Saint-Paul à Londres (anglicane)
- Cathédrale de Southwark à Londres (anglicane)
- Cathédrale Saint-George de Southwark à Londres (catholique romaine)
- Cathédrale de Westminster à Londres (catholique romaine)
- Cathédrale de Manchester (anglicane)
- Cathédrale de Middlesbrough (catholique romaine)
- Cathédrale Saint-Nicolas  à  Newcastle-upon-Tyne (anglicane)
- Cathédrale Sainte-Marie, à Newcastle-upon-Tyne (catholique romaine)
- Cathédrale de Northampton (catholique romaine)
- Cathédrale de Norwich (anglicane)
- Cathédrale Saint-Jean-Baptiste à Norwich (catholique romaine)
- Cathédrale Saint-Barnabé à Nottingham (catholique romaine)
- Cathédrale Christ Church à Oxford (anglicane)
- Cathédrale de Peterborough (anglicane)
- Cathédrale Sainte-Marie et Saint-Boniface à Plymouth (catholique romaine)
- Cathédrale de Portsmouth (anglicane)
- Cathédrale Saint-Jean-l'Évangéliste à Portsmouth (catholique romaine)
- Cathédrale de Ripon (anglicane)
- Cathédrale de Rochester (anglicane)
- Cathédrale Saint-Alban à St Albans (anglicane)
- Cathédrale de Salisbury (anglicane)
- Cathédrale Saint-Jean-l'Évangéliste à Salford (catholique romaine)
- Cathédrale Saint-Pierre et Saint-Paul à Sheffield (anglicane)
- Cathédrale Sainte-Marie à Sheffield (catholique romaine)
- Cathédrale de Shrewsbury (catholique romaine)
- Cathédrale de Southwell (anglicane)
- Cathédrale de Truro (anglicane)
- Cathédrale de Wakefield (anglicane)
- Cathédrale de Wells (anglicane)
- Cathédrale de Winchester (anglicane)
- Cathédrale de Worcester (anglicane)
- Cathédrale d'York (anglicane)

## Écosse
- Cathédrale Saint-André d'Aberdeen (épiscopalienne).
- Cathédrale Saint-Machar d'Aberdeen (presbytérienne).
- Cathédrale Sainte-Marie-de-l'Assomption d'Aberdeen (catholique romaine).
- Cathédrale Sainte-Margaret d'Ayr (catholique romaine).
- Cathédrale de Brechin (presbytérienne).
- Cathédrale de Dornoch (presbytérienne).
- Cathédrale de Dunblane (presbytérienne).
- Cathédrale Saint-André de Dundee (catholique romaine).
- Cathédrale Saint-Paul de Dundee (épiscopalienne).
- Cathédrale de Dunkeld (presbytérienne).
- Cathédrale Saint-Gilles d'Édimbourg (presbytérienne).
- Cathédrale épiscopalienne Sainte-Marie d'Édimbourg.
- Cathédrale catholique romaine Sainte-Marie d'Édimbourg.
- Cathédrale Saint-André de Glasgow (catholique romaine).
- Cathédrale Sainte-Marie de Glasgow (épiscopalienne).
- Cathédrale Saint-Mungo de Glasgow (presbytérienne).
- Cathédrale Saint-Luc de Glasgow (grecque orthodoxe).
- Cathédrale Saint-André d'Inverness (épiscopalienne).
- Cathédrale des Îles de Millport (épiscopalienne).
- Cathédrale Notre-Dame-du-Bon-Secours de Motherwell (catholique romaine).
- Cathédrale Saint-Jean-le-Divin d'Oban (épiscopalienne).
- Cathédrale Saint-Colomba d'Oban (catholique romaine).
- Cathédrale Saint-Mirin de Paisley (catholique romaine).
- Cathédrale Saint-Ninian de Perth (épiscopalienne).

## Pays de Galles
- Cathédrale de Bangor (anglicane)
- Cathédrale de Brecon (anglicane)
- Cathédrale Saint-David à Cardiff (catholique romaine)
- Cathédrale de Llandaff à Cardiff (anglicane)
- Cathédrale Saint-Woolo à Newport (anglicane)
- Cathédrale de St Asaph (anglicane)
- Cathédrale de St David's (anglicane)
- Cathédrale Saint-Joseph à Swansea (catholique romaine)
- Cathédrale Notre-Dame-des-Douleurs à Wrexham (catholique romaine)